# 13602 Pierreboulez
13602 Pierreboulez eller 1994 PB36 är en asteroid i huvudbältet som upptäcktes den 10 augusti 1994 av den belgiske astronomen Eric W. Elst vid La Silla-observatoriet. Den är uppkallad efter den franske dirigenten och tonsättaren Pierre Boulez.